# Gerhard Bohne (Religionspädagoge)

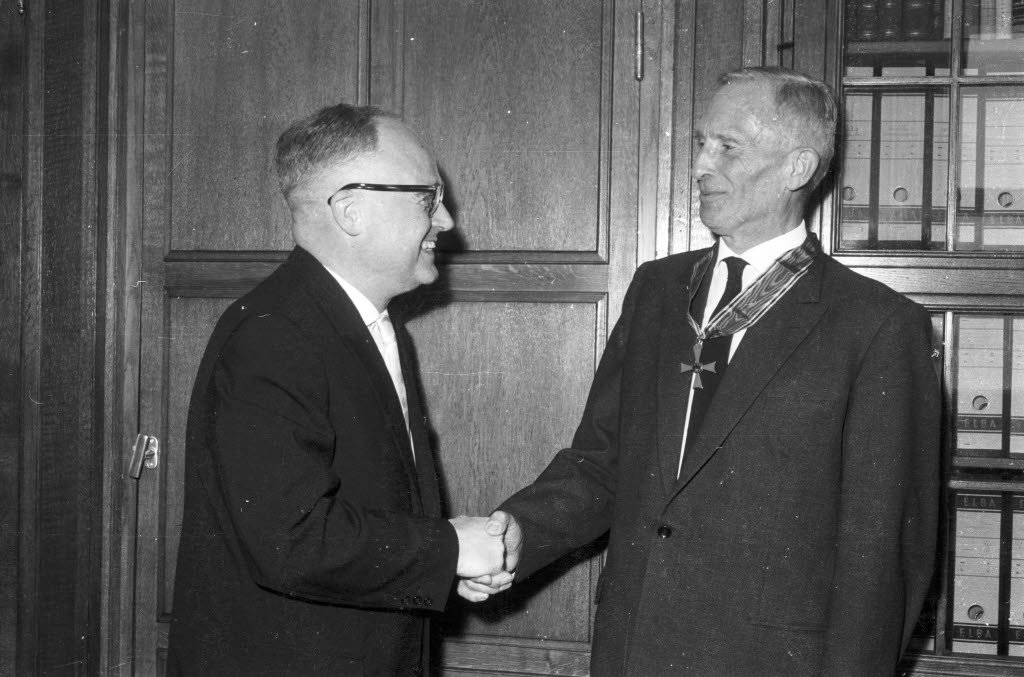
Gerhard Bohne (re.) bei der Verleihung des Großen Verdienstkreuzes (1963)

Paul Gerhard Bohne (* 2. April 1895 in Zeutsch; † 11. Juni 1977 in Heikendorf bei Kiel) war ein deutscher evangelischer Religionspädagoge und Hochschullehrer.

## Leben
Der Pfarrerssohn besuchte Volksschule und Gymnasium bis zum Abitur 1913 und studierte von 1913 bis 1919 evangelische Theologie an der Universität Leipzig, unterbrochen vom Wehrdienst im Ersten Weltkrieg. Er wurde 1920 bei Eduard Spranger promoviert. Danach unterrichtete er bis 1930 in Altenburg, bevor er als Dozent und Professor an die Pädagogische Akademie Frankfurt (Oder) berufen und 1932 an die Pädagogische Akademie Elbing versetzt wurde. 1933 ging er an die Hochschule für Lehrerbildung in Kiel als Professor für Religionslehre und Methodik des Religionsunterrichts. Er unterzeichnete das Bekenntnis der deutschen Professoren zu Adolf Hitler im November 1933. Er trat zum 1. Mai 1937 in die NSDAP ein (Mitgliedsnummer 4.207.751). Aber 1938 wurde er bei fortlaufenden Bezügen suspendiert, weil er eine judenfreundliche Seminararbeit zu gut benotet hatte. Im Zweiten Weltkrieg leistete er Wehrdienst, u. a. als Kommandeur des Ersatzbataillons 211 in Hannover, und geriet im Mai 1945 in englische Kriegsgefangenschaft.
Im Juli 1945 kehrte er nach Kiel zurück und unterrichtete als Studienrat an einem Gymnasium. Die Pädagogische Hochschule Flensburg berief ihn 1946 erneut als Professor und zum Gründungsrektor. 1948 wurde er an die Pädagogischen Hochschule Kiel berufen und lehrte dort evangelische  Religionspädagogik. 1954 erhielt er den Ehrendoktor von der Theologischen Fakultät der Universität Kiel. 1961 trat er in den Ruhestand.
Bereits im Frühwerk steht er Rudolf Bultmanns existentieller Entscheidung für Gott nahe, die er im Unterricht selbst erreichen möchte und als dauernde Aufgabe im weiteren Lebensverlauf ansieht, anders als Karl Barth, der im Unterricht nur die Vorbereitung für die Entscheidung sah. Ausgangspunkt war dabei seine persönliche Erfahrung aus dem Religionsunterricht, dass weite Teile der Jugend religiös desinteressiert waren, und andererseits das Weltkriegserlebnis, das viele zum Glauben geführt hatte.
Mit dem Gerhard-Bohne-Preis belohnt die Nordelbische Kirche die jeweils drei besten Arbeiten eines Abiturjahrgangs im Fach Evangelische Religion in Schleswig-Holstein und Hamburg.

## Schriften (Auswahl)
- Die religiöse Entwicklung der Jugend in der Reifezeit. Leipzig 1922 [= Dissertation].
- Das Wort Gottes und der Unterricht. 1929 (2. Auflage. 1932; 3. Auflage. 1965).
- Zeugnisse altnordischen Glaubens. 1937.
- Grundlagen der Erziehung: die Pädagogik in der Verantwortung vor Gott. 1951.
- Lebendiges Wort in der evangelischen Unterweisung. 1962.
- Biblischer Unterricht. Teil 1–8. Verlag Die Spur, Itzehoe/Berlin 1964–67, DNB 56030207X.
- Religionspädagogik als Kulturkritik. Texte aus der Weimarer Republik. Eingeleitet, hrsg. und kommentiert von David Käbisch und Michael Wermke. Evangelische Verlagsanstalt, Leipzig 2007, ISBN 978-3-374-02487-2.